# Sacoglottis mattogrossensis
Sacoglottis mattogrossensis är en tvåhjärtbladig växtart som beskrevs av Gustaf Oskar Andersson Malme. Sacoglottis mattogrossensis ingår i släktet Sacoglottis och familjen Humiriaceae. Utöver nominatformen finns också underarten S. m. subintegra.